# La Hispano
La Hispano S.A., fue una compañía española fabricante de automóviles. Se fundó en 1917 en Guadalajara como parte del fabricante Hispano-Suiza; en 1931 fue adquirida por Fiat Hispania, filial española del grupo industrial turinés Fiat S.p.A..

## Historia

### Hispano-Suiza (1917-1931)
A comienzos de 1916 la Hispano-Suiza buscaba terrenos suficientes para construir un gran centro fabril en Guadalajara. Esta multinacional, con fábricas en Barcelona y en la localidad francesa Bois-Colombes, se había hecho famosa en toda Europa por la construcción de coches de lujo y de los motores de aviación Hispano Suiza V-8. En España además fabricaba de chasis para camiones y ómnibus con motores 15/20 CV y 30/40 CV, y, aprovechando esta circunstancia, por la formación de líneas regulares para viajeros por toda la geografía nacional.
El 22 de febrero de 1916 el ayuntamiento de Guadalajara celebró una sesión pública, presidida por su alcalde Miguel Fluiters Contera, con un único punto: informar del establecimiento de La Hispano en la ciudad. En su disertación, Fluiters trasladó a los asistentes el declarado interés demostrado por Alfonso XIII para que esta industria se instalara en el centro de España (alejada del teatro bélico en que se desarrollaba la I Guerra Mundial) y los esfuerzos del conde de Romanones, entonces presidente del Gobierno, para que la elección recayese en Guadalajara. También enumeró los distintos viajes realizados por Damián Mateu y Francisco Aritio para conocer la población y escoger el sitio más idóneo, así como la disponibilidad del Ayuntamiento para ofrecer todo género de facilidades para esa instalación, incluso ofreciéndoles los terrenos que poseía en el paseo de las Cruces, aunque finalmente se eligieron unos terrenos de casi un millón de metros cuadrados en paraje de la Regalada junto a las vías del ferrocarril Madrid-Barcelona. La instalación de la fábrica en estos terrenos supuso la primera tentativa para la ordenación de las riberas del río Henares con fines industriales y residenciales en un plan, redactado por Francisco Checa y Perea y aprobado en la sesión del 22 de junio de 1917, que suponía el nacimiento del barrio de la Estación.
El 21 de julio de 1917 se inscribió en el Registro Mercantil Madrid La Hispano, S.A. Fábrica de Automóviles y Material de Guerra, una sociedad constituida para la fabricación de automóviles y camiones ligeros para el ejército, motores, material de guerra (ametralladoras y cartuchería) y aeroplanos. Para la dirección de esta última sección ya se había contratado al capitán de Ingenieros Eduardo Barrón, quien contaría con el personal y la maquinaria de la desmantelada Compañía Española de Construcción de Aeroplanos de Santander (CECASA). El cuadro técnico directivo se completaba con otros militares: Ricardo Goytre Bejarano, Antonio Fernández y Florencio López-Pereira, además del alemán H. Dondorf. La nueva fábrica situaría durante dos décadas a Guadalajara entre los centros fabriles más importantes de Europa dedicados al desarrollo de la industria aeronáutica y automovilística.
Para el diseño de la factoría de Guadalajara, La Hispano-Suiza convocó un concurso de ideas que fue ganado por Casa Gaudi, una empresa constructora radicada en Barcelona, aunque se desconoce el arquitecto de la fábrica.
El 20 de julio de 1917, y con las obras ya iniciadas, se concedería la oportuna licencia de obras al proyecto que afectaba a cerca de 35.000 metros cuadrados. En su frente, dando vista a la carretera de Marchamalo, se alzaba la imagen visible de la factoría: una cortina de amplio desarrollo horizontal (con 105 metros de longitud total) construida en ladrillo visto y cierta tendencia modernista en su diseño y composición. Aquí, además del módulo de dos alturas para la dirección y los servicios administrativos (con más de 500 metros cuadrados de planta), se abrían sendos vanos para el acceso de vehículos y personas al recinto interior; y, en los flancos, dos módulos de diferente envergadura. Uno, en el frente septentrional, con una superficie próxima a los mil metros cuadrados para usos productivos o de almacenamiento y con cubierta de dientes de sierra con planos asimétricos, e iluminación cenital, paralelos a la fachada. Y otro en el meridional, de doscientos cincuenta y dos metros, con cubierta a dos aguas perpendicular a la fachada de referencia.
La calle principal partía de la puerta situada en el flanco sur, delimitando su trayectoria los edificios de producción. A su derecha, una construcción independiente de dos plantas, seguida de dos naves tangentes (de 10 metros de luces por 110 de longitud total) con cubiertas a dos aguas. Y, a su izquierda, la obra más importante: el taller de montaje, un gran espacio de más de 8.300 metros cuadrados (cuyas dimensiones máximas eran de 135 metros de largo por 90 de ancho), con una cubierta de dientes de sierra con planos asimétricos e iluminación cenital de estructura metálica que dejaba una altura libre de 4,50 metros. En su promedio, y con fachada a la calle, se alzaba un edificio para la unidad técnica con tres plantas de altura (con una superficie de unos 200 metros cuadrados en cada una de ellas) y fachada de ladrillo con igual diseño que el edificio administrativo. Al final de esta vía se erigía un depósito de agua elevado sobre estructura de hormigón.
El recinto, en su frente meridional, contaba con una vía férrea de servicio que permitía la entrada y salida de mercancías y productos elaborados a través de la línea de ferrocarril Madrid–Barcelona.

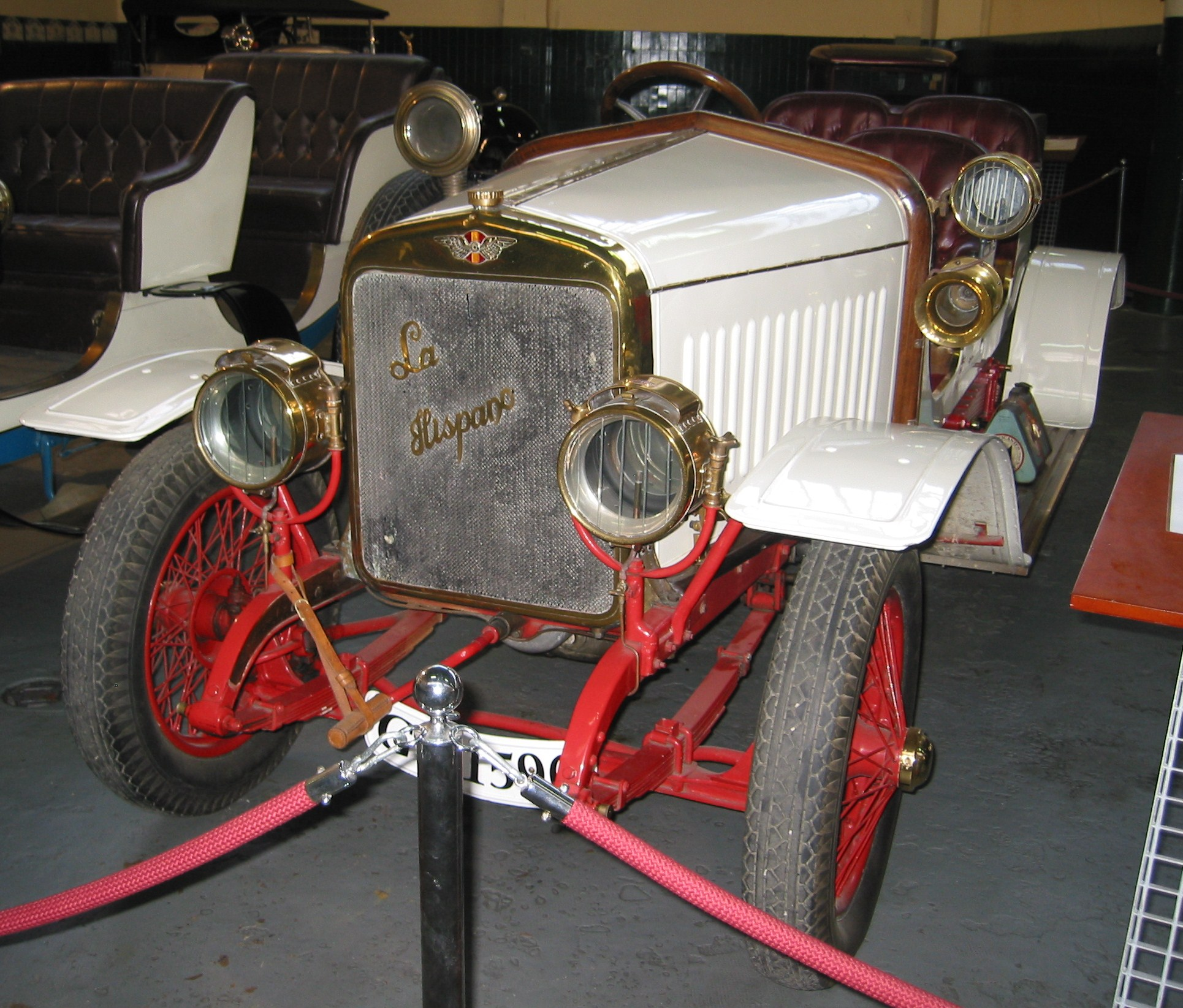
Ejemplar del Hispano-Guadalajara fabricado en la fábrica de La Hispano de Guadalajara.

La Hispano comenzó su actividad en junio de 1918 con la participación inicial de cuatrocientos trabajadores. Los trabajos que se abordaron en aquellos primeros momentos fueron el desarrollo del avión caza Hispano-Barrón para participar en el concurso convocado por la Aeronáutica Militar Española para la adquisición de este tipo de aparatos. También la fabricación, a partir de las piezas preparadas en la fundición que tenía La Hispano-Suiza en Ripoll, de chasis con motores 15/20 CV y 30/40 CV para completar un pedido de camiones para la campaña de África. Después, se encargaría de la construcción de los nuevos 40/50 CV, en las versiones de ómnibus de 14 a 40 plazas, camiones cuba para CAMPSA y furgonetas para Correos. También entonces se montaron algunas unidades del automóvil tipo 24 de 8/10 CV, conocido como Hispano-Guadalajara.
El escudo de los vehículos construidos en esta ciudad, en su mayoría y a diferencia de sus análogos de Barcelona, carecían de la bandera suiza para mostrar únicamente los colores de España.
La masa laboral de La Hispano se conformó en un primer momento con los trabajadores llegados de los talleres de Barcelona y Santander y con el personal residente en la ciudad que tenía una experiencia en el sector, principalmente formados en la Maestranza del Fuerte de San Francisco. Pero, ante las enormes expectativas creadas, los padres paules y el Ayuntamiento potenciaron la creación de la Escuela Municipal de Artes y Oficios de Guadalajara.
En enero de 1920 Francisco Aritio había presentado un proyecto en el Ayuntamiento para la construcción de otras naves industriales con destino a nueva una división especializada, la Hispano Aircraft, que se ocuparía de fabricación del avión biplaza AIR-CO De Havilland, en sus versiones DH-6 y DH-9, y todo aquello que se relacionase con aparatos para la navegación aérea.
La Real Orden publicada en el Boletín Oficial del Estado de 15 de noviembre de 1920 por la que se reconocía a La Hispano bajo la protección del Estado bajo las condiciones que se habían fijado en la Ley de 2 de marzo de 1917. Con esta decisión los talleres de Guadalajara quedaron adscritos a la Inspección del Centro Electrotécnico y de Comunicaciones de Ingenieros Militares (TYCE), cuyos oficiales debían de controlar la fabricación anual de 150 camiones y otros tantos aeroplanos. 
En 1927 el aeródromo de La Hispano se convirtió en sede de la Escuela de Transformación de Pilotos del Ejército.

### Fiat Hispania (1931-1936)

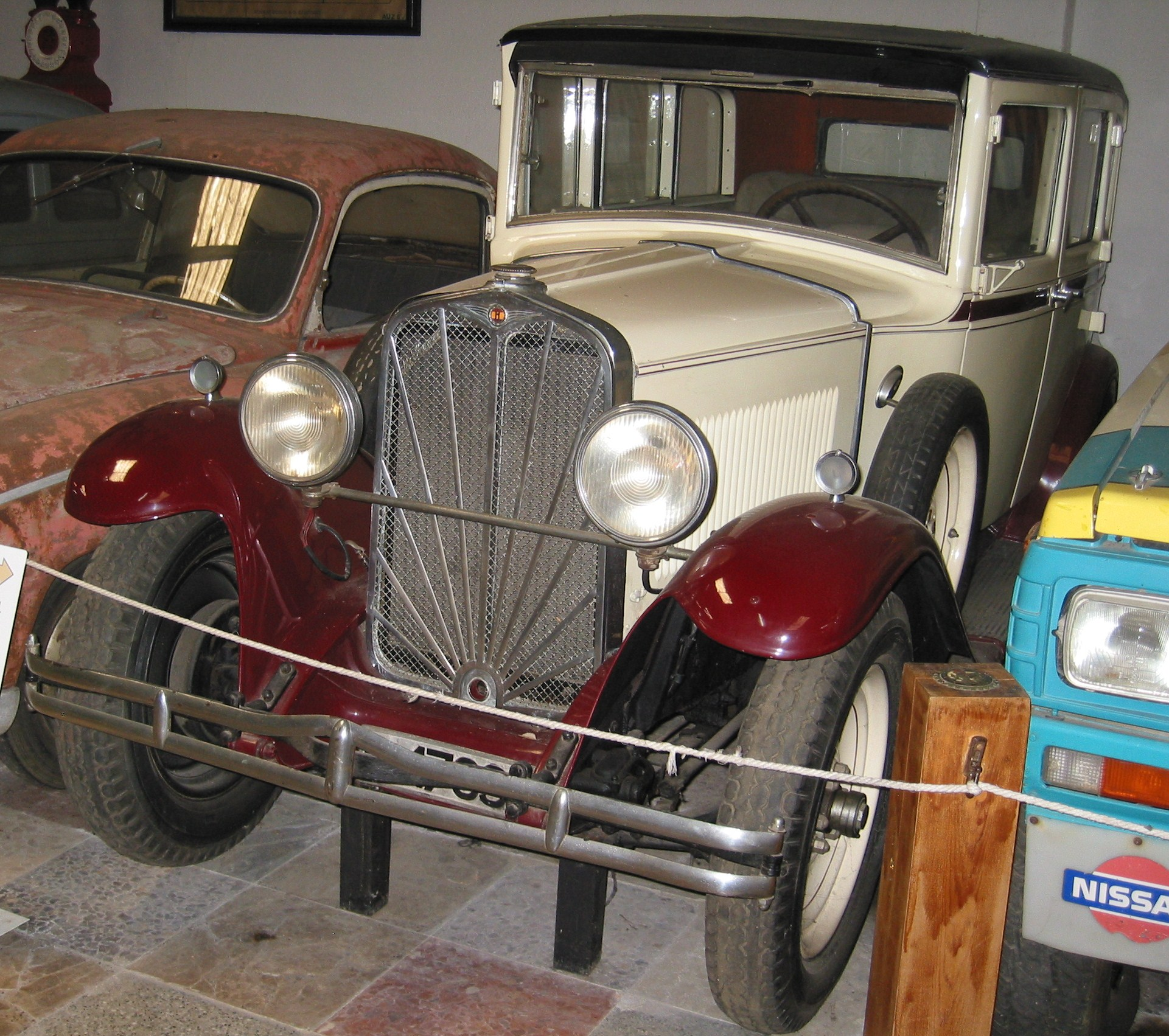
El Hispano-Fiat 514 es uno de los últimos vehículos que se fabricaron en Guadalajara antes de la guerra civil.

A comienzos de 1931 Fiat Hispania se hizo con el control y propiedades de La Hispano para fabricar un nuevo utilitario: el Hispano-514. No obstante, la Hispano-Suiza mantuvo bajo contrato de alquiler los antiguos talleres de la sección de aviación para la producción de aeronaves. A partir de ese momento, y hasta el comienzo de la guerra Civil, se construyeron, entre otros modelos, el Hispano-Nieuport 52, el Hispano E-30 y el Hispano-Suiza E-34.
Hasta 1936 todos estos edificios protagonizaron las oportunas obras de reforma y mantenimiento, e incluso en 1940 se presentó un proyecto, redactado por el arquitecto Aurelio Botella Enríquez, que pretendía reparar los daños sufridos durante los años de guerra. Pero, una vez tomada la decisión de ubicar la factoría de La Hispano de Aviación S.A. en Sevilla, los talleres de Guadalajara iniciaron un declinar hasta su práctica desaparición a finales del siglo XX.
Antes del golpe de Estado del 18 de julio, el 25 de marzo de 1936 Alfonso López, como representante de la sociedad, solicitó licencia para ejecutar un proyecto de reforma redactado por el arquitecto Mariano Rodríguez-Avial que afectaba a gran parte de las instalaciones. Pero unos meses más tarde, en agosto y después de un bombardeo sobre la factoría alcarreña, los trabajadores y maquinaria indispensable fueron trasladados por vía férrea a varias localidades próximas a Alicante para continuar con su actividad, el montaje y reparación del caza Hawker Spanish Fury y de los soviéticos Polikarpov I-15 («Chato») y Polikarpov I-16 («Mosca»). Desde ese momento, La Hispano pasó a denominarse Servicio de Aviación y Fabricación número 5 (SAF-5 y, más tarde, SAF-15), dependiente de las Fuerzas Aéreas del Ejército de la República. Fue una medida estratégica que, en pos de la defensa nacional, pondría fin a la singladura aeronáutica en Guadalajara.

### Después de la guerra civil
Nada más terminar la guerra, el complejo fabril alcarreño fue ocupado por el personal de la Base de Automovilismo Militar para la reparación de los vehículos empleados en la contienda, entre tanto se terminaban las instalaciones que se construían en la localidad madrileña de Villaverde.
Al mismo tiempo, los propietarios de la Hispano-Suiza pretendían su puesta en marcha con los mismos objetivos de antaño. Para ello, tenían que gestionar su viabilidad frente al Ministerio del Aire, organismo que tenía bajo su control a toda la industria aeronáutica. Entre tanto, el 29 de mayo de 1940, Luis Folache Guillén, su representante, presentó ante el ayuntamiento de Guadalajara un proyecto de reforma de los edificios construidos en 1917.
En 1943 nació La Hispano de Aviación S.A., sociedad participada al cincuenta por ciento por la Hispano-Suiza y el Estado español. En enero de ese mismo año la Base de Automovilismo abandonó Guadalajara, pero, para entonces, ya se había tomado la decisión de trasladar la producción de aviones a Sevilla y vender la factoría alcarreña al Estado. Esta operación fue aprobada en Consejo de Ministros de 27 de marzo de 1944 y luego, al año siguiente, frustrada por decisión del Ministro del Aire. Una década después, en 1953, ese Ministerio autorizaba la venta de todos los terrenos e instalaciones al anularse la calificación de «interés para la Defensa Nacional».
En 1946, las naves de La Hispano ya se habían convertido en talleres de Industrias Ferroviarias para la reparación de vagones de RENFE. Después, durante más de una década y hasta 1978, en sede de la sociedad subsidiaria Aceros del Henares. Se trataba de una empresa dedicada al reciclaje de hierros y chatarra para su transformación en útiles y piezas mecánicas de acero templado.
En aquel año, 1978, cesó ya para siempre cualquier actividad empresarial en las instalaciones, iniciándose entonces un proceso de abandono que, finalmente, supuso la desaparición de este importante conjunto arquitectónico de patrimonio industrial.
Después de años de desidia y abandono, el 20 de marzo de 1990 el pleno del ayuntamiento de Guadalajara aprobó el Estudio de Detalle para la Unidad de Actuación n.º 5, «Hispano Suiza» en el que se determinaban las actuaciones que podían realizarse y las limitaciones que imponían el carácter patrimonial atribuido a esas construcciones en el plan ordenación urbana. Finalmente, se permitiría la demolición de todas las naves para talleres y edificios auxiliares y se obligaría a la conservación y ulterior restauración del bloque administrativo y de los dos pabellones laterales que conformaban la fachada principal de la factoría.